# Mondfisch
Der Mondfisch (Mola mola, von lat. mola „Mühlstein“) gilt als einer der schwersten Knochenfische der Welt. Der Mondfisch kann eine Länge von 3,30 Metern und eine Masse von 2,3 Tonnen erreichen, bleibt allerdings meist kleiner. Einige andere Knochenfischarten, wie der Europäische Hausen (Huso huso) oder der Riemenfisch Regalecus glesne, werden wesentlich länger.

## Verbreitung

Weltweite Verbreitung des Mondfisches gemäß IUCN-Daten.

Der pelagische Mondfisch kommt vor allem in warmen Meeren vor. Im östlichen Pazifik fand man ihn von British Columbia bis Chile, im östlichen Atlantik von Skandinavien bis Südafrika, im westlichen Atlantik von Neufundland bis Argentinien. Außerdem kommt er im Mittelmeer vor, ist im Herbst häufig in der Nordsee und schwimmt bis in den Skagerrak und das Kattegat.

## Merkmale

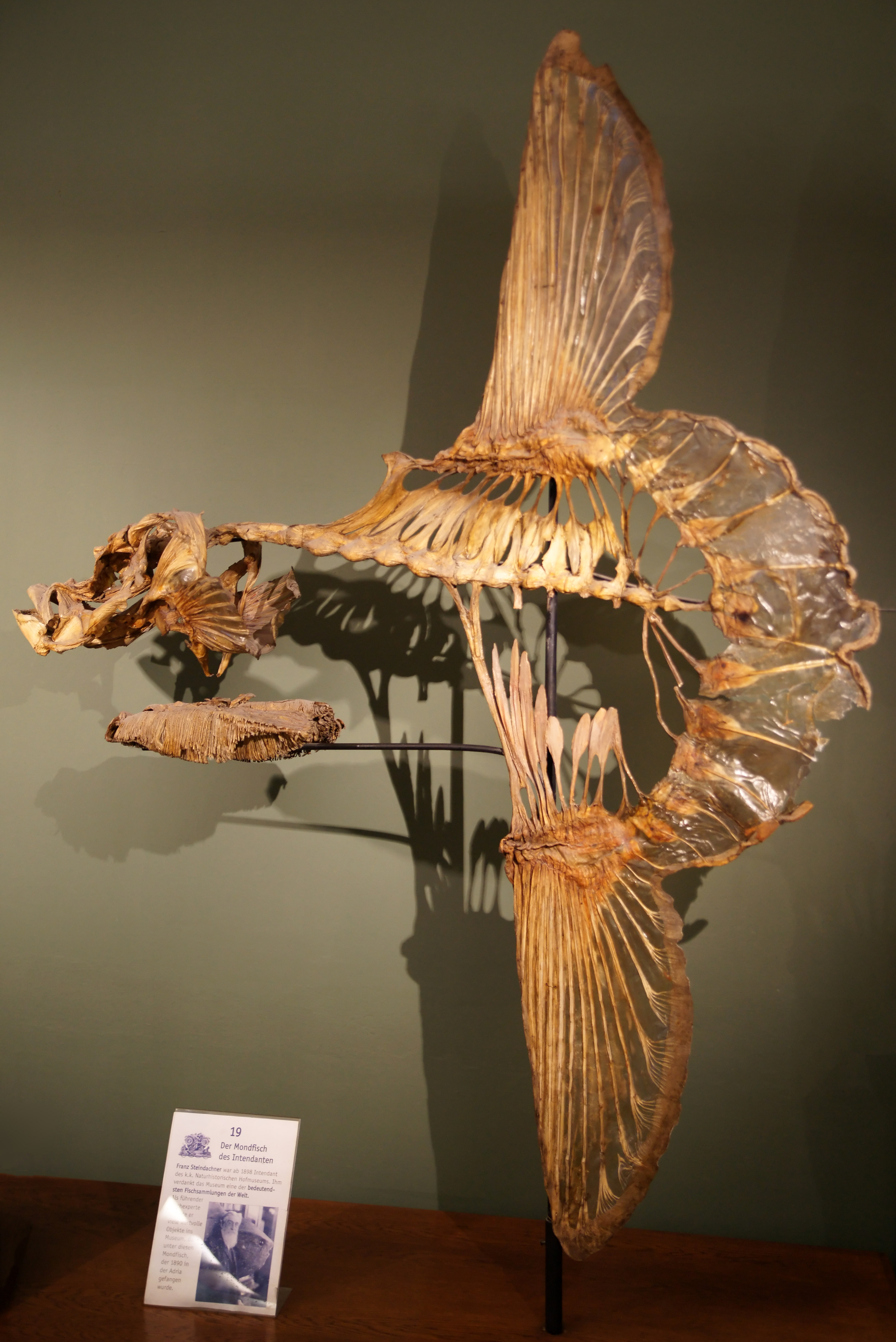
Mola mola-Skelett, Naturhistorisches Museum Wien

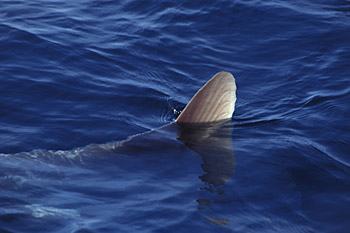
Rückenflosse eines Mondfisches

Der Körper ist kurz, scheibenförmig und annähernd so hoch wie lang. Eine typische, an einem Schwanzstiel sitzende Schwanzflosse fehlt; sie wird im Verlauf der Ontogenese zurückgebildet. An ihrer Stelle tritt ein gewellter Hautsaum, der sogenannte Clavus, der den stumpf endenden Körper abschließt und sich fast durchgehend von der Rückenflosse bis zur Afterflosse erstreckt. Diese als gephyrocerk bezeichnete Schwanzflossenform ist einzigartig unter den Knochenfischen und kommt ausschließlich bei Mondfischen vor.
Der schuppenlose Körper des Mondfischs ist von einer sehr dicken, bis zu 7,5 cm starken, lederartigen und elastischen Haut bedeckt (Linné nannte die Gattung deshalb Orthagoriscus, „Schweinchen“). Rücken- und Afterflosse haben die gleiche hohe, dreieckig-spitze Form. Sie sitzen weit hinten, einander symmetrisch gegenüber, sind das Hauptantriebsorgan und werden zum Vortrieb synchron seitlich geschlagen. Beide Flossen haben eine schmale Basis und sind steif. Sie können nicht zusammengefaltet werden. Die Rückenflosse wird von 15 bis 18 knorpeligen Flossenstrahlen gestützt, die Afterflosse von 14 bis 17. Die Brustflossen stehen aufwärts und sind rund und klein, Bauchflossen fehlen. Das Maul ist sehr klein und steht meist offen, die Zähne sind zu einem papageiartigen Schnabel verwachsen. Die Kiemenöffnung ist zu einem kleinen Loch oberhalb der Basis der Brustflossen reduziert (durch Auspressen von Wasser kann Rückstoß erzeugt werden). Das Skelett ausgewachsener Tiere besteht fast nur aus Knorpel, eine Schwimmblase fehlt. Der Rücken der Mondfische ist bräunlich, grau oder grünlich, die Flanken und die Unterseite hell.

## Lebensweise

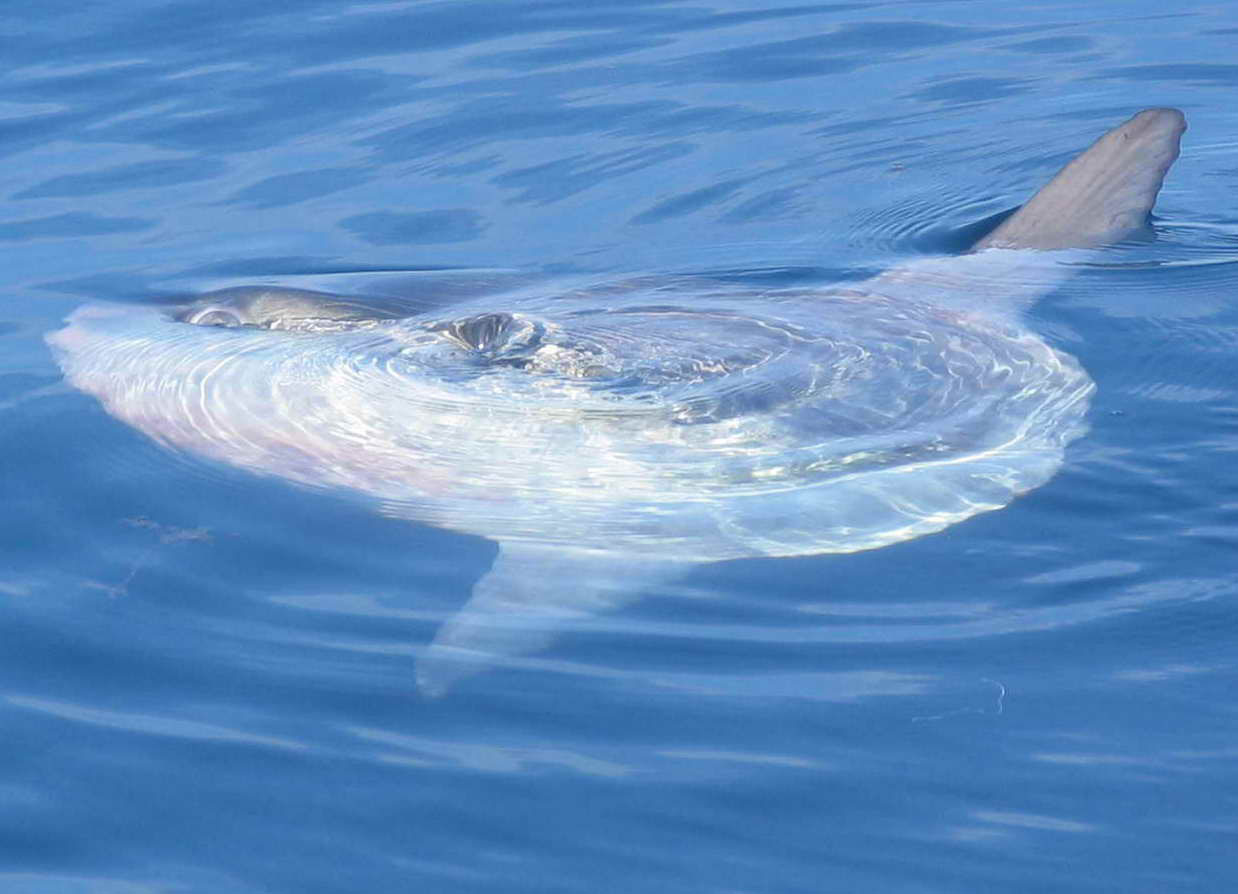
Mondfisch in Seitenlage an der Wasseroberfläche treibend

Mondfische leben im offenen Ozean und können sich sowohl in der Nähe der Wasseroberfläche als auch in Tiefen von bis zu 500 Metern aufhalten. Sie schwimmen häufig senkrecht, wobei ihre Rückenflosse aus dem Wasser ragt, oder treiben in Seitenlage an der Oberfläche, was als „Sonnenbaden“ bezeichnet wird. Der genaue Grund für dieses Verhalten ist noch nicht vollständig geklärt. Eine Theorie besagt, dass sie ihre Körpertemperatur regulieren, indem sie nach der Beutejagd in tieferen, kälteren Gewässern wieder an die wärmeren Oberflächengewässer gelangen. Eine andere Hypothese vermutet, dass Mondfische dieses Verhalten zeigen, um sich von Putzerfischen oder Seevögeln, die in der Nähe der Oberfläche leben, von Parasiten befreien zu lassen.
Eine Studie von Yuuki Watanabe und Katsufumi Sato untersuchte die Schwimmleistung und Morphologie des Mondfisches unter natürlichen Bedingungen. Entgegen früherer Annahmen, er sei ein träger Schwimmer, zeigte sich, dass Mondfische kontinuierlich aktiv schwammen und dabei häufig vertikale Bewegungen ausführten. Mit Geschwindigkeiten zwischen 0,4 und 0,7 Meter pro Sekunde bewegten sie sich ähnlich schnell wie andere große Knochenfische, etwa Lachse oder Marlins. Die Analyse von Daten, die mit Datenloggern aufgezeichnet wurden, ergab, dass Mondfische ihre Rücken- und Afterflosse synchron zur Fortbewegung einsetzen. Dieser auf Auftrieb basierende Vortrieb ähnelt dem Schwimmstil von Pinguinen. Morphologische Untersuchungen zeigten, dass die Flossen des Mondfischs symmetrisch ausgebildet und muskulär gut entwickelt sind, obwohl sie anatomisch nicht homolog sind.
Trotz des Fehlens einer Schwimmblase besitzen Mondfische eine subkutane, gelatinöse Gewebeschicht mit geringer Dichte, die für Auftrieb sorgt. Diese anatomische Besonderheit verleiht ihnen annähernd neutralen Auftrieb in verschiedenen Tiefen. Die genannten Anpassungen ermöglichen eine effektive horizontale und vertikale Fortbewegung im offenen Ozean.
Aufgrund ihrer Größe haben ausgewachsene Mondfische kaum natürliche Feinde. Es gibt jedoch Berichte über Angriffe durch Kalifornische Seelöwen (Zalophus californianus) und Orcas (Orcinus orca). Überreste von Mondfischen wurden auch im Magen von Blauhaien (Prionace glauca) und, in einem Fall, von einem Weißen Hai (Carcharodon carcharias) gefunden.

## Nahrung
Die Nahrung der Mondfische besteht überwiegend aus gallertartigen Organismen wie Quallen und Salpen. Daneben werden auch Plankton, kleine Fische – insbesondere Aallarven –, juvenile Heringe, pelagische Kopffüßer, Flügelschnecken (Thecosomata), Krebstiere, Schlangensterne und weitere wirbellose Meerestiere aufgenommen. Mondfische gehören zu den wenigen bekannten marinen Wirbeltieren, die regelmäßig große Mengen auch hochtoxischer Nesseltiere konsumieren können, ohne erkennbare negative physiologische Effekte zu zeigen. Jungtiere ernähren sich vermutlich von energiereicher Beute wie Tintenfischen, während adulte Tiere auf nährstoffärmere Nahrung umstellen.

## Fortpflanzung und Wachstum

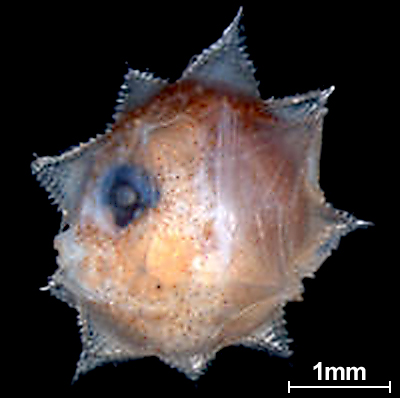
Das frühe Entwicklungsstadium entspricht einem typischen kugelfischartigen Stadium, in dem die Larve einem Miniatur-Kugelfisch mit Körperstacheln ähnelt.

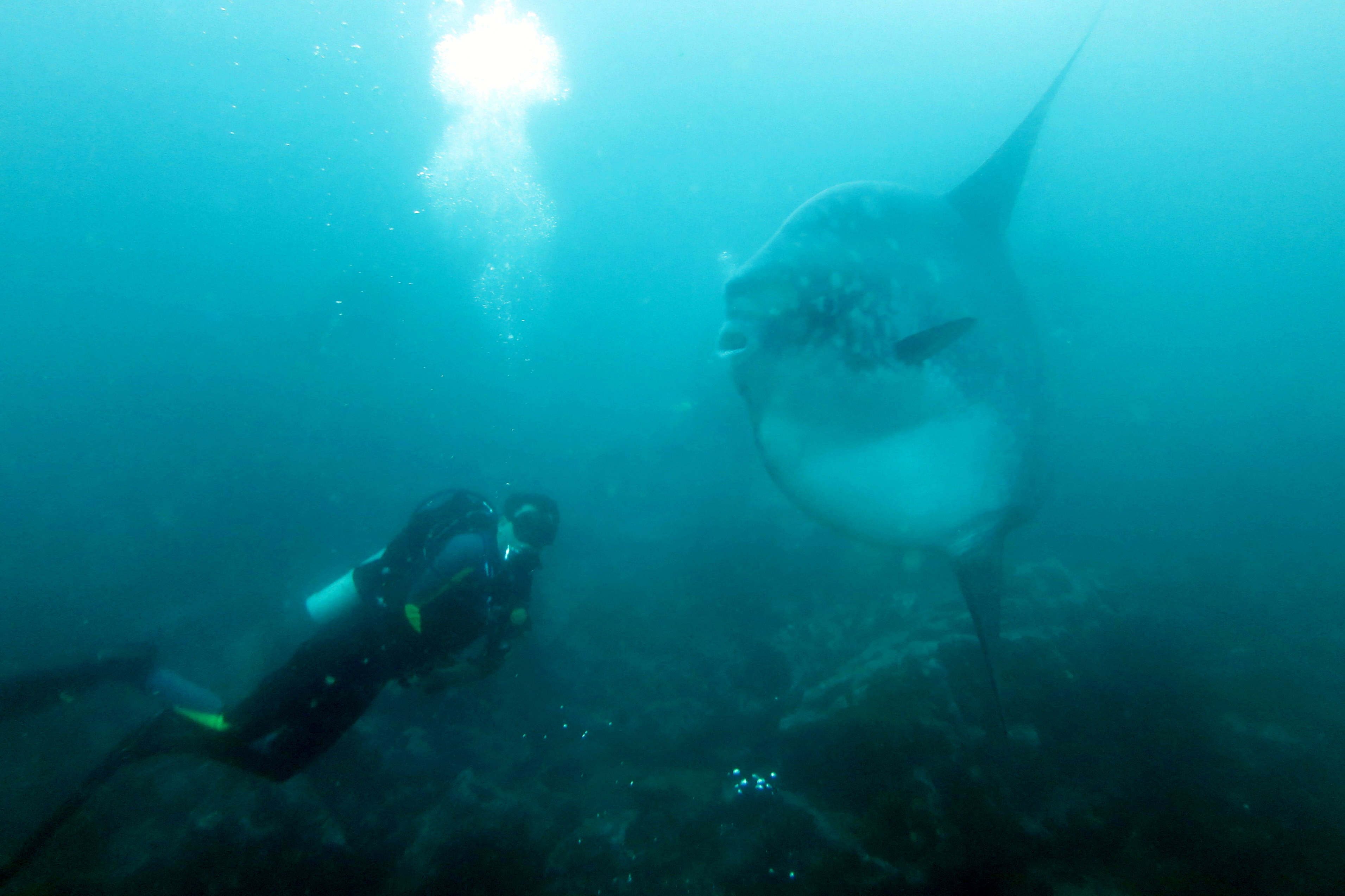
Ein Taucher neben einem Mondfisch. Die Art ist für ihr extremes Größenwachstum bekannt – aus winzigen Larven entwickeln sich Fische von mehreren Metern Länge.

Mondfische sind extrem fruchtbar. Ein Weibchen kann pro Laichvorgang bis zu 300 Millionen Eier ablaichen, die höchste Zahl aller Fischarten. Die Eier haben einen Durchmesser von einem Millimeter. Die Larven sind beim Schlüpfen 3 mm lang und besitzen noch eine normale Schwanzflosse. Fünf lange Stacheln sollen sie vor Fressfeinden schützen. Über verschiedene Larvenstadien, von denen die beiden ersten denen der verwandten Kugel- und Kofferfische ähneln, wandeln sie sich zum erwachsenen Tier um. Die Stacheln werden im Laufe der Entwicklung zurückgebildet, verbleiben aber als knöcherne Reste in der Haut.
Pan et al. (2016) führten eine Genomanalyse des Mondfisches durch und identifizierten genetische Merkmale, die mit seinem außergewöhnlichen Größenwachstum in Verbindung stehen. Obwohl er zur Ordnung der Kugelfischartigen gehört, weist sein Genom signifikante Unterschiede zu anderen Arten wie dem Kugelfisch (Takifugu rubripes) auf. Die Analyse ergab, dass insbesondere Gene im Wachstumshormon- und Insulin-ähnlichen Wachstumsfaktor-1-Signalweg (GH/IGF1) eine beschleunigte Evolution durchliefen. Diese genetischen Anpassungen betreffen unter anderem das Knochenwachstum und das Immunsystem und könnten erklären, wie sich der Mondfisch von einer winzigen Larve zu einem der größten Knochenfische entwickeln konnte.

## Mondfische und Menschen

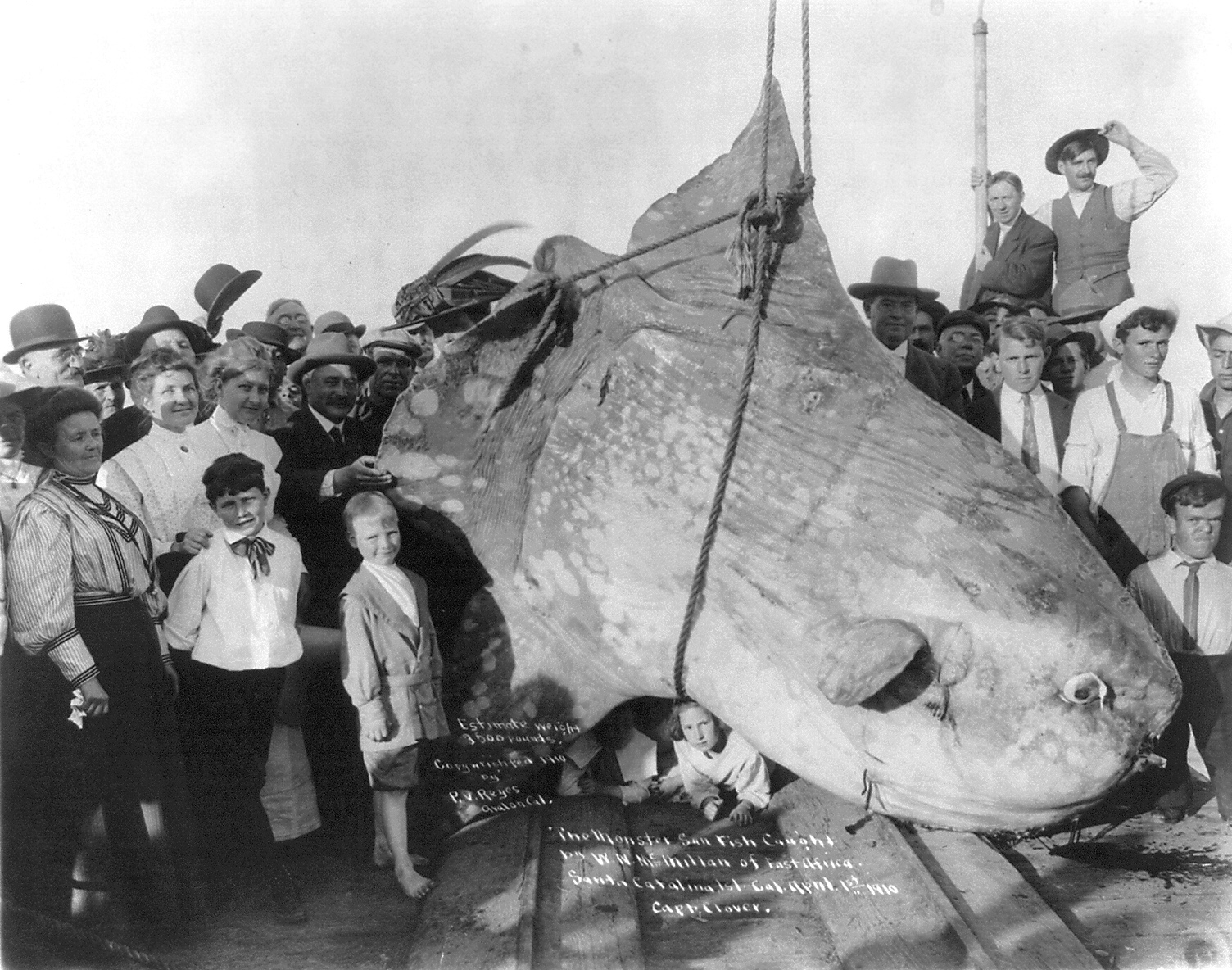
Ein 1910 vor der kalifornischen Küste bei Santa Catalina Island gefangener Mondfisch

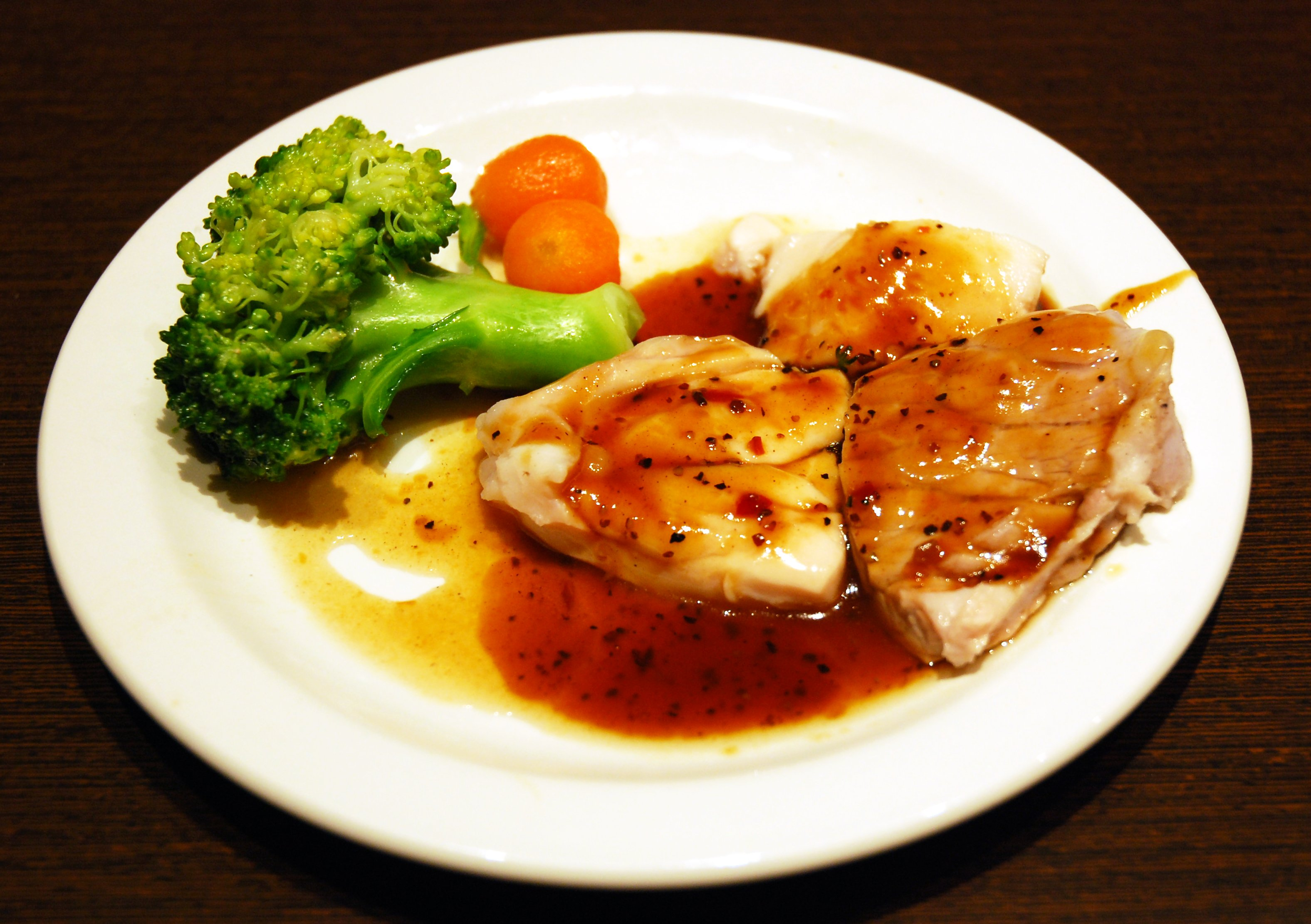
Mondfischfleisch als Speise: In Japan und Korea wird Mondfisch traditionell zubereitet, wobei essbare Teile wie Muskelgewebe und Flossen verwendet werden.

Mondfische werden selten gezielt zum menschlichen Verzehr gefangen. In Japan, Korea und Taiwan wird das gummiartige Fleisch geschätzt. Einige Teile des Fisches werden in der traditionellen chinesischen Medizin verwendet. Der Handel mit Mondfischen ist in der EU aufgrund der Gefährdung der Art und des eventuellen Vorhandenseins von Tetrodotoxin, einem hochgiftigen Stoff, stark eingeschränkt. Das Gift kann für Menschen und Tiere gefährlich sein, was zusätzliche regulatorische Maßnahmen zur Kontrolle ihrer Nutzung und Entnahme aus den Meeren erforderlich macht. Der Mondfisch wird weltweit nicht durch einheitliche Regelungen geschützt. In einigen Regionen werden Mondfische als Schädlinge betrachtet, was dazu führt, dass ihre Flossen abgetrennt werden, um sie als Köder zu verwenden. Diese Praxis ist jedoch problematisch, da die Fische ohne Flossen nicht mehr schwimmen können und in der Regel an den Folgen der Verletzungen sterben. Eine weitere Gefahr für Mondfische stellt Meeresplastik dar, das sie mit Beute verwechseln und verschlucken können.
Mondfische werden in einigen großen Schauaquarien gehalten, z. B. im Oceanário de Lisboa, Nordsøen Oceanarium in Hirtshals, im L’Oceanogràfic in Valencia, im Aquàrium de Barcelona, im National Aquarium of Ireland in Galway, im Monterey Bay Aquarium, im Kaikyokan-Aquarium in Shimonoseki und zeitweise im Aquarium „Offener Atlantik“ des Ozeaneums in Stralsund.